# Eduard Tiukin
Eduard Awtandiłowicz Tiukin (ros. Эдуард Автандилович Тюкин; ur. 19 maja 1978 w Sterlitamaku) – rosyjski sztangista, brązowy medalista igrzysk olimpijskich i srebrny medalista mistrzostw Eurpoy.

## Kariera
Swój pierwszy medal na arenie międzynarodowej wywalczył podczas mistrzostw Europy w Kijowie w 2004 roku, gdzie był drugi w wadze półciężkiej. W tym samym roku wystartował na igrzyskach olimpijskich w Atenach, gdzie rywalizację w wadze półciężkiej ukończył na trzecim miejscu. W zawodach tych wyprzedzili go jedynie Milen Dobrew z Bułgarii i kolejny Rosjanin - Chadżimurat Akkajew. Był to jego jedyny start olimpijski. 